# Mirabela (Omiš)
Mirabela (más néven Peovica) egy középkori erőd Horvátországban, a Split-Dalmácia megyei Omiš területén. A Mirabela ma a város egyik legfontosabb szimbóluma és egyedülálló formája, könnyű megközelíthetősége miatt a turisták egyik legkedveltebb célpontja. 

## Fekvése
Közvetlenül Omiš óvárosa felett áll. Az óváros Szent Mihály templomától lépcsősor vezet fel a bejáratáig.

## Története
Felépítése a 13. században történt, melyet megerősíteni látszik néhány itt talált 13. századi bizánci pénzérme. Kezdetben elsősorban őrtoronyként működött, ahonnan a Braći-csatorna forgalmát tartották megfigyelés alatt. A későbbi századok során fontos szerepet játszott a város és környéke védelmében. Miközben azonban sikeresen ellenállt az emberi erőnek természet erői ellen már nem volt olyan ellenálló. 1988-ban a hegytetőn álló erődbe villám csapott és majdnem teljesen lerombolta. A következő években sikerült eredeti állapotában rekonstruálni.

## A vár mai állapota
A vár mai megjelenése az eredetit csak körvonalakban őrizte meg. A tornyokat és a védőfalakat a mellvéd magasságába építették vissza. Teljes épségében csak a 13. századi, legmagasabb tornyot őrizték meg. Ezt a tornyot, amelyet ma Omiš Peovo területéről Peovicának hívnak a levéltári források nagyon ritkán nevezik meg. A konzolok maradványai és a falon lévő nyomok szerint a torony két emelettel rendelkezett, amelyeket fából készült lépcsők kötöttek össze, a tetején pedig terasz volt. A felújítási munkálatok során, a 20. század 80-as évek végén történt villámcsapás után az emeleteket és a teraszos tetőt rekonstruálták. A sziklákon álló hatalmas és magas torony a vár domináns építménye. Védett elhelyezése és a hatalmas falak leküzdhetetlen jelleget kölcsönöztek neki. Noha a védőfalak alakja és szerkezete a románkori várépítészethez tartozik, I. Baszileiosz bizánci császár érméjének megtalálása mutatja a folyó torkolata feletti hely stratégiai fontosságát, amely a 9. században a Frank és Bizánci Birodalom határa volt.

## Fordítás
Ez a szócikk részben vagy egészben  a   Peovica című horvát Wikipédia-szócikk ezen változatának fordításán alapul.  Az eredeti cikk szerkesztőit annak laptörténete sorolja fel. Ez a jelzés csupán a megfogalmazás eredetét és a szerzői jogokat jelzi, nem szolgál a cikkben szereplő információk forrásmegjelöléseként.